# Alberto De Marinis Stendardo di Ricigliano
Alberto De Marinis Stendardo di Ricigliano (ur. 9 grudnia 1868 w Cava de’ Tirreni, zm. 13 października 1940 tamże) – włoski generał i polityk, członek Międzysojuszniczej Komisji Rządzącej i Plebiscytowej na Górnym Śląsku.

## Życiorys
Urodził się w Cava de’ Tirreni w rodzinie szlacheckiej jako syn Luigiego De Marinis i Filomeny Stendardo 9 grudnia 1868 roku. Był absolwentem Akademii Wojskowej w Turynie, którą ukończył w 1885 roku. Uczestniczył w działaniach wojennych podczas I wojny światowej w latach 1915-1918, następnie w kampanii albańskiej w 1919 roku. Jako zastępca gen. Henri Le Ronda wszedł w skład Międzysojuszniczej Komisji Rządzącej i Plebiscytowej na Górnym Śląsku działającej w latach 1920-1922. Mianowany senatorem 3 stycznia 1923 roku, ministrem 30 czerwca 1932.